# Elizabeth Fry
Elizabeth Fry (Norwich, 21 mei 1780 - Ramsgate, 12 oktober 1845) was een Engelse gevangenishervormster, abolitionist en filantroop.

## Biografie
Elizabeth Fry werd geboren in de prominente Quakerfamilie Gurney uit Norwich en ze bracht haar jeugd door op Earlham Hall. Haar vader was John Gurney, een vermogende bankier uit Norwich. Toen ze twintig jaar oud was leerde ze haar echtgenoot Joseph Fry kennen. Het tweetal huwde op 19 augustus 1800 en na hun huwelijk verhuisde het echtpaar naar Londen. Elizabeths zus Hannah was getrouwd met Thomas Fowell Buxton, die in het Britse parlement de abolitionistische beweging leidde.

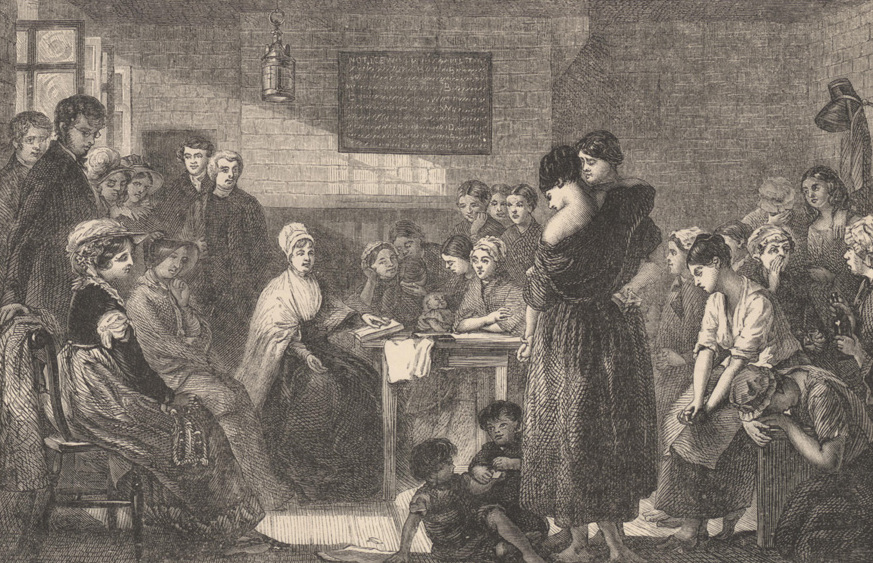
Elizabeth Fry leest de gevangenen van Newgate voor

Op aanraden van een familievriend, Stephen Grellet, bezocht Elizabeth Fry in 1813 voor het eerst Newgate Prison. Ze schrok daar zo van de leefomstandigheden van de gevangenen dat ze zich ging inspannen voor verbetering van die omstandigheden. In 1816 kon ze een gevangenisschool oprichten voor de kinderen die in Newgate samen met hun ouders vastzaten en leerde hen lezen met de Bijbel. Een jaar later hielp ze ook bij de oprichting van de Association for the Reformation of the Female Prisoners in Newgate. Met behulp van deze organisatie zorgde ze ervoor dat de vrouwelijke gevangenen leerden naaien en breien. Ook maakte Elizabeth Fry zich hard voor betere omstandigheden van gevangenen die op transport gingen naar de strafkolonies in Australië. Ze bracht onder andere bezoeken aan de gevangenenschepen en zorgde ervoor dat de gevangenen op dagelijkse basis een maaltijd kregen. In de loop van de jaren bezocht Fry 106 schepen en 12.000 veroordeelden.
Naast dat ze zich inzette voor gevangenen hielp ze ook daklozen en zette ze zich samen met andere quakers in voor de afschaffing van de slavernij. Het werk van Fry werd door belangrijke Britten bewonderd, waaronder koningin Victoria die haar ook geld stuurde toen ze eenmaal koningin was. Ook Robert Peel was een van haar bewonderaars en onder zijn invloed werden enkele wetten door het Britse parlement ingevoerd om de omstandigheden in de gevangenissen te verbeteren. In 1840 richtte Fry een school voor verpleegsters op en een groep van hen reisde met Florence Nightingale mee naar het front van de Krimoorlog. Tijdens het bezoek van Frederik Willem IV van Pruisen aan Londen bezocht hij ook Fry in de Newgate Prison en ook hij was onder de indruk van haar werk.
In 1841 kwam Fry naar Nederland, samen met haar broer Joseph Gurney. Hier hield ze een openbare vergadering in Amsterdam, waar ze niet alleen abolitionisme voorstond, maar ook een gematigd feminisme dat vrouwen de vrijheid gaf zich met abolitionisme en andere buitenhuiselijke politiek bezig te houden. Ze zou hierbij de Amsterdamse abolitioniste Anna Bergendahl, die op dat moment nog een tiener was, sterk inspireren en hiermee van grote invloed zijn op het beperkte Nederlandse abolitionisme.
Elizabeth Fry overleed in 1845 in Ramsgate aan een beroerte en werd vervolgens begraven op een begraafplaats in Barking.

## Geselecteerde bibliografie
- Observations on the visiting, superintendence and government, of female prisoners (1827)
- Texts for every day in the year, principally practical & devotional (1831)
- An address of Christian counsel and caution to emigrants to newly-settled colonies (1841)

## Nagedachtenis

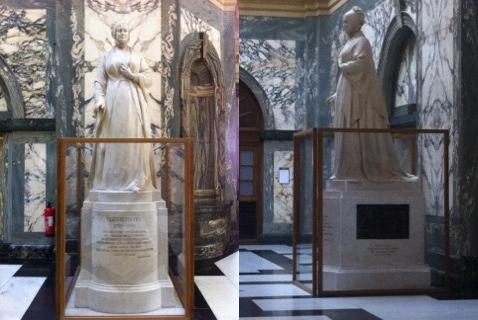
Het standbeeld van Elizabeth Fry in de Old Bailey

De naam van Elizabeth Fry is gegraveerd in het Reformers Monument op de Kensal Green Cemetery in Londen. Een van de gebouwen van het Britse ministerie van Binnenlandse Zaken is naar haar vernoemd. Tussen 2001 en 2015 werd Elizabeth Fry ook afgebeeld op £5 biljetten van de Bank van Engeland. Ze wordt ook als heilige in de Anglicaanse Kerk vereerd. Haar feestdag is op 12 oktober, haar sterfdag.
- Biblioteca Nacional de España: XX4944945
- Bibliothèque nationale de France: cb10309451v (data)
- Gemeinsame Normdatei: 118536540
- International Standard Name Identifier: 0000 0001 1470 8462
- Library of Congress Control Number: n50023419
- Nationale Bibliotheek van Tsjechië: jn20000700571
- Nationale Bibliotheek van Israël: 987007261321705171
- Nationale Bibliotheek van Polen: a0000002592025
- Nederlandse Thesaurus van Auteursnamen: 074420682
- SNAC: w6ht30hm
- Système universitaire de documentation: 118927523
- Trove: 828322
- Virtual International Authority File: 37707960
- WorldCat: E39PBJkp4CkP8Vgr7PtVkXymVC